# Paulus av Thebe

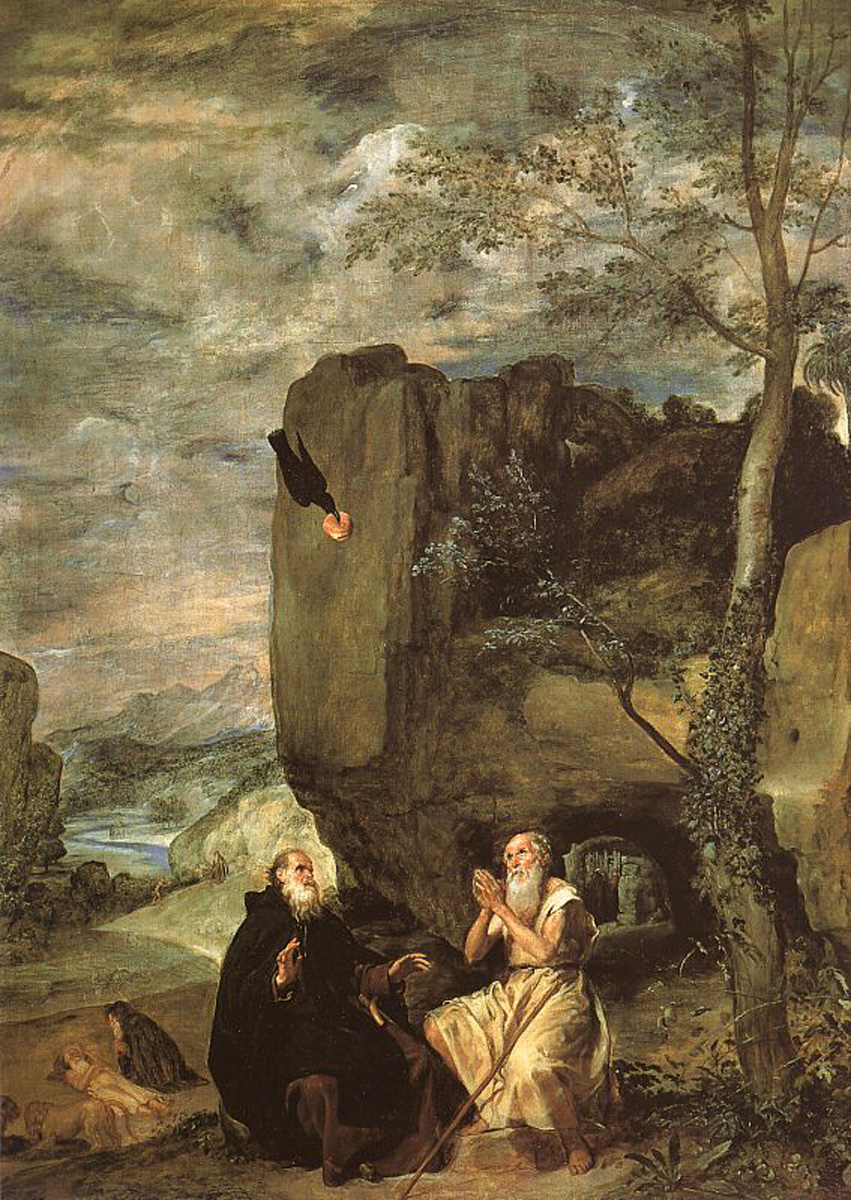
Antonius och Paulus av Thebe. Porträtt av Diego Velázquez år 1635

Paulus av Thebe, även Paulus Eremiten, född 228, död 343, var en eremit som bodde ensam i nittio år i en grotta nära den egyptiska staden Thebe.
Den enda ägodelen Paulus hade var en tam korp, som varje dag kom flygande med en skiva bröd åt honom. En dag fick han besök av en annan eremit vid namn Antonius, detta gjorde då att korpen kom flygande med två skivor bröd till dem båda. De båda eremiterna tillbringade en gemensam middag med varandra och samtalade efteråt hela natten lång.
Nästa morgon upptäckte Antonius att Paulus var döende. Paulus bad honom att hämta en svepning hos deras gemensamme vän biskop Athanasius. Antonius gjorde vad Paulus bett honom att göra och begav sig till Athanasius för att hämta svepningen. När Antonius återvände med svepningen till grottan, såg han Paulus eremitens vackra själ stiga upp till himlen, omgiven av många profeter och apostlar med vackra sångröster.